# Julia Alvarez
Julia Alvarez (* 27. März 1950 in New York City) ist eine US-amerikanische Autorin.

## Leben
Alvarez lebte die ersten zehn Jahre ihrer Kindheit in der Dominikanischen Republik, bis ihr Vater und seine Familie aus politischen Gründen in die Vereinigten Staaten fliehen mussten.
Alvarez gilt als eine der erfolgreichsten lateinamerikanischen Autorinnen. Sie schrieb fünf Romane, vier Poesie-Bücher, vier Kinderbücher und zwei Werke über Adoleszenz.
Ihre ersten Werke waren zwei Poesie-Bücher: The Housekeeping Book (1984) und Homecoming (1991). Ihren ersten Roman verfasste sie 1991: How the García Girls Lost Their Accents. Er wurde sehr bekannt.

## Werke
- Homecoming (1984)

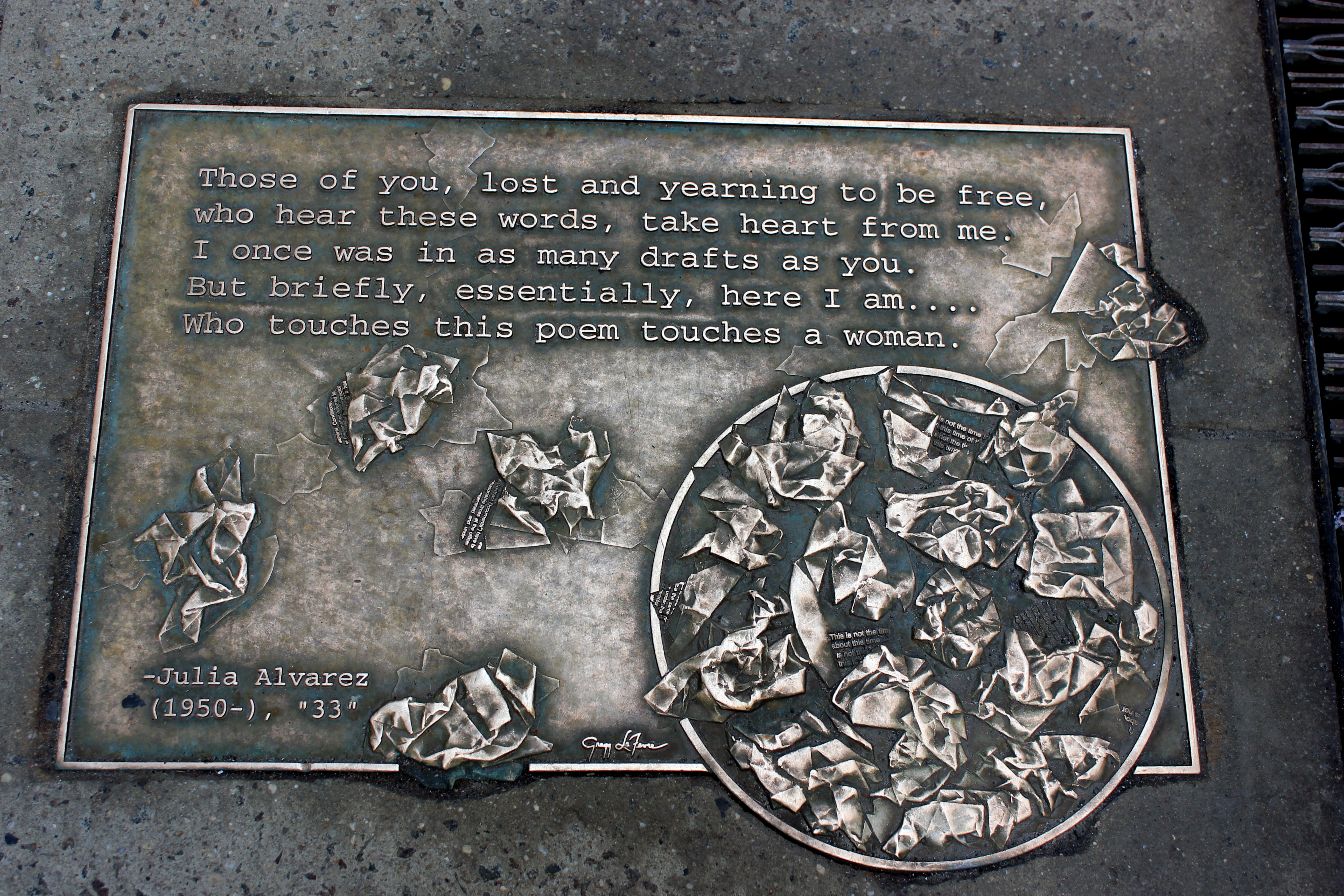
"Who touches this poem touches a woman"

- How the García Girls Lost Their Accents (1991), deutsch Wie die García-Girls ihren Akzent verloren (1992)
- In the Time of the Butterflies (1994), deutsch Die Zeit der Schmetterlinge (1996)
- The Other Side (El Otro Lado) (1995)
- Homecoming: New and Selected Poems (1996)
- ¡Yo! (1997), deutsch Yolanda (1997)
- Something to Declare (1998)
- Seven Trees (1998)
- In the Name of Salomé (2000), deutsche Übersetzung Im Namen der Salomé (2001)
- The Secret Footprints (2001)
- How Tia Lola Came to visit Stay (2001)
- A Cafecito Story (2001)
- Before We Were Free (2002)
- The Woman I Kept to Myself (2004)
- Finding Miracles (2004)
- Gift of Gracias: The Legend of Altagracia (2004)
- Saving the World (2006), deutsche Übersetzung Die Mission der Isabel Gómez (2008)
- Once Upon a Quinceañera: Coming of Age in the USA (2007)
- Liberty
- My First Free Summer
- The Cemetery of Untold Stories. Algonquin, New York 2024, ISBN 978-1-64375-384-3.